# Munkeliv
Munkeliv (Munkalíf) är ett före detta kloster, beläget på Nordnes vid Bergen, grundat i början av 1100-talet av kung Öystein Magnusson som benediktinerkloster.
Munkeliv blev snart Norges kanske rikaste och förnämaste kloster, men dess storhetstid upphörde genom digerdödens härjningar på 1300-talet. 1426 överläts Munkeliv till birgittinorden, varvid namnet ändrades till Sankta Maria eller Sankta Birgittas kloster. År 1455 härjades Munkeliv av hanseater, återuppbyggdes, men drogs 1531 in till kronan. 1536 ödelades klostret genom mordbrand.